# Louis Delacenserie

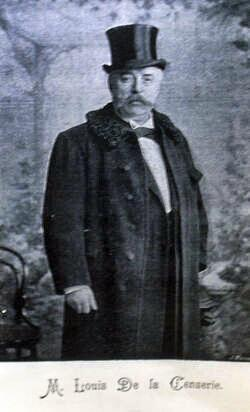
Louis Delacenserie

Louis Joseph Jean Baptiste Delacenserie (Brugge, 7 september 1838 – 2 september 1909) was een befaamd Belgisch architect uit de 19e en begin 20e eeuw. De familienaam werd op verschillende manieren geschreven: De la censerie, De la Censerie, Dela Sencerie. Zijn betekenis ligt vooral in het herstel in neogotische stijl van Brugge en hij heeft hierdoor het stadsbeeld van Brugge op indringende wijze bepaald.

## Levensloop
Louis Delacenserie was het tweede kind in een gezin van vier. Zijn vader Louis-Gaspard Delacenserie (Doornik, 1803 - Brugge, 1885) was binnenschipper, gevestigd in Doornik. Hij was op 7 januari 1836 getrouwd met Marie-Anne-Thérèse Descamps (Brugge 1799-1878), de dochter van de Brugse handelaar in kalk en bouwmaterialen Pieter Descamps (1760-1835). Kort na diens dood nam Delacenserie de zaak over en trouwde hij met de dochter. De schoonmoeder Anne-Marie Quicke (1756-1837), evenals haar man afkomstig uit de streek rond Doornik, overleed het jaar daarop. Het jonge paar Delacenserie-Descamps bewoonde voortaan het huis Verversdijk 24 met aanpalende bedrijfspanden.
Louis Delacenserie kreeg, van 1852 tot 1857,  een klassieke opleiding aan de Vrije Kunstacademie in Brugge, onder de leiding van Jean-Brunon Rudd (Brugge, 1792-1870), tevens stadsarchitect van Brugge. Deze was een bekend voorstander van de neoklassieke stijl.
Hij behaalde in 1858 een eerste prijs in de wedstrijd uitgeschreven door de "Société Royale des Beaux-Arts" in Antwerpen.
Als jonge architect ging hij, mogelijk tussen 1859 en 1862, werken bij de Gentse stadsarchitect Louis Roelandt (1786-1864), bekend voor zijn neoklassieke ontwerpen. Daarom is het niet verwonderlijk dat zijn eerste ontwerpen, daterend voor 1870, neoklassiek van stijl waren, zoals de gevelrijen in de Niklaas Desparsstraat (Brugge).
Hij werd in juli 1862 laureaat van de prestigieuze Prijs van Rome voor architectuur. Met de reisbeurzen, die hij hierdoor gewonnen had, kon hij zich vervolmaken in Parijs, Italië en Griekenland. Uit de verplichte inzendingen van die periode zijn er slechts twee bewaard gebleven (collectie Stedelijke Musea van Brugge).
Hij keerde terug in Brugge en ontwierp er zijn eerste gebouwen, in neoklassieke stijl. Na het overlijden van Jean-Brunon Rudd, werd hij op 20 april 1870 aangesteld als stadsarchitect. Hij zou deze functie blijven uitoefenen tot 1892. Hij werd tevens leraar architectuur, eveneens in opvolging van Jean-Brunon Rudd, aan de Vrije Academie van Brugge. In 1889 werd hij directeur van de ‘Stedelijke Academie’die de Vrije Academie had vervangen. Hij heeft aan deze academies veel jonge Brugse architecten opgeleid, waaronder twee die de Romeprijs wonnen: Charles De Wulf (in 1887) en Arthur Verhelle (in 1890). In 1892 werd de Academie samengevoegd met de Nijverheidsschool, zodat Delacenserie beide scholen onder zijn bevoegdheid kreeg. Om deze taak naar behoren te kunnen uitvoeren, nam hij in 1892 ontslag als stadsarchitect en werd hij opgevolgd door zijn leerling Charles De Wulf.
Delacenserie werd lid van verschillende verenigingen en instellingen:
- In 1870 bestuurslid van de Brugse "Société Archéologique".
- In 1879 briefwisselend lid en in 1901 effectief lid van de “Koninklijke Commissie voor Monumenten”.
- In 1904 lid van de dat jaar door de stad Brugge opgerichte 'Commissie Stedenschoon'.
- Hij nam deel aan de vergaderingen van de "Koninklijke Academie van Antwerpen", de "Koninklijke Vereniging van Architecten" (Antwerpen) en de "Société Centrale d'Architecture de Belgique".

Louis Delacenserie bleef ongehuwd. Hij woonde het grootste deel van zijn leven bij zijn ouders en zussen in het ouderlijk huis aan de Verversdijk. Na de dood van zijn vader kocht hij het fraaie huis Spiegelrei 16. Hij overleed op zeventigjarige leeftijd, waarschijnlijk aan een hartinfarct. Hij werd ten grave gedragen op 6 september 1909 in de Sint-Walburgakerk in aanwezigheid van het Stadsbestuur, de provinciegouverneur, het lerarenkorps van de Academie en veel prominenten. In de lijkrede, uitgesproken door de Antwerpse architect Ernest Stordiau, werd Delacenserie bestempeld als le merveilleux restaurateur de la belle Bruges ("de wonderbaarlijke restaurateur van het schone Brugge").

## Oeuvre

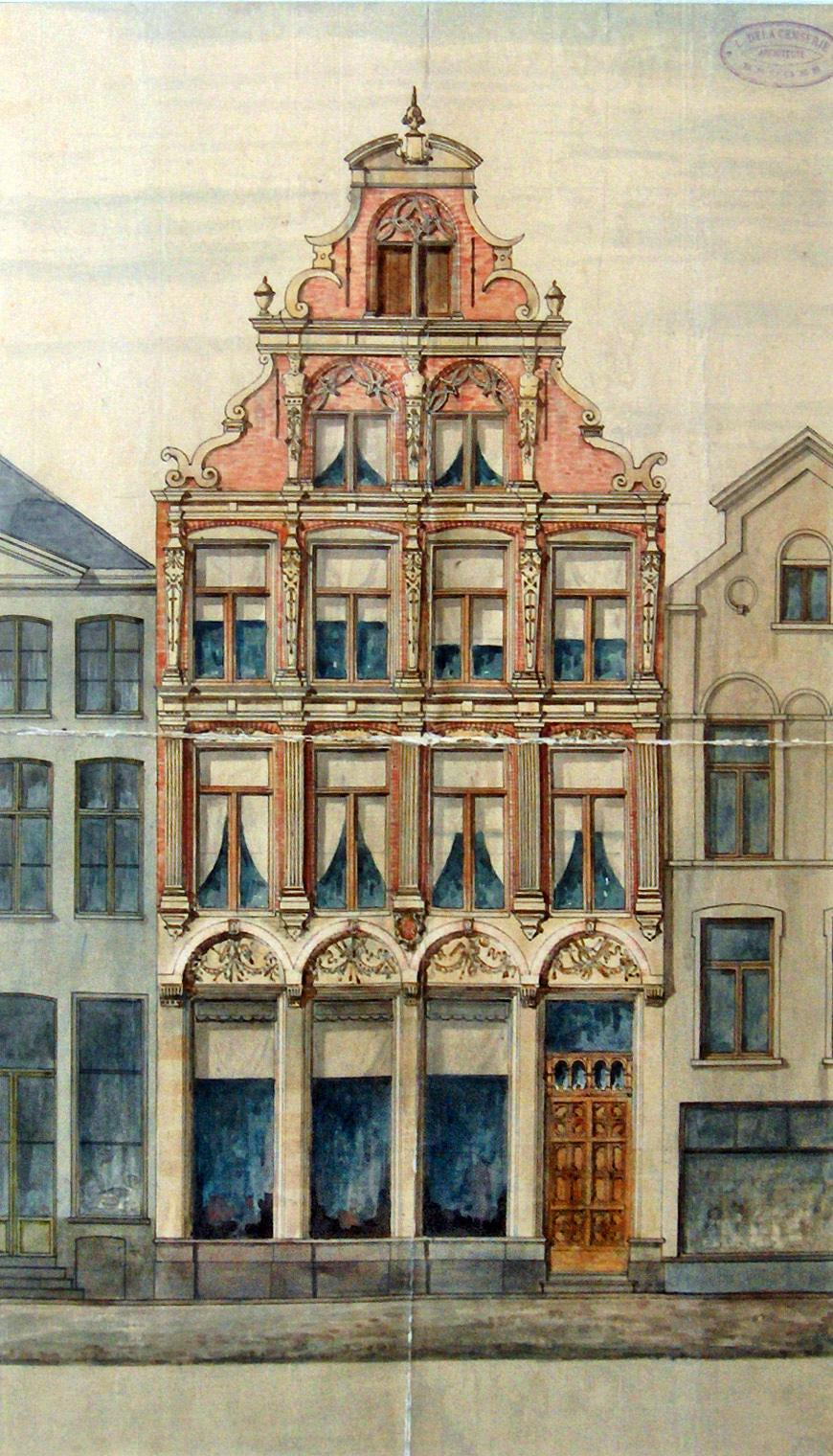
Ontwerp voor de gevel van Steenstraat 25, Brugge

Hij restaureerde verschillende Brugse gebouwen in neogotische stijl: 
- de Heilig-Bloedkapel (1870-1877)
- de Civiele Griffie (1873-1883) op de Burg (met gedeeltelijke afbraak en herbouwen)
- het Tolhuis (1879) op het Jan van Eyckplein
- het Gruuthusecomplex (1883-1895) (oost- en zuidvleugels); hij vermengt hierbij restauratie en nieuwbouw
- Steenstraat 25 (1884)
- het Sint-Janshospitaal (1884): de middeleeuwse ziekenzalen
- de Sint-Basiliuskapel (1889) (de onderbouw van de Heilig-Bloedbasiliek)
- Steenstraat 40 (1892)
- het stadhuis (1894-1895 en 1903-1904): inrichting van de benedenzaal en de gotische zaal
- het Sashuis (1895-1897) aan het Minnewater.
- de Poortersloge (1899-1903): grondige verbouwing en restauratie
- de westgevel van de Onze-Lieve-Vrouwekerk (1905-1909). Hij nam dit werk over na het overlijden in 1904 van zijn vroegere leerling en stadsarchitect Charles De Wulf.

Naast zijn werk als stadsarchitect van Brugge voerde hij veel privé- en openbare opdrachten uit:
- het stadhuis van Diksmuide (1877-1900)
- (medeontwerper) het kasteel Bloemendale in Beernem (1878)[2]
- de Rijksnormaalschool van Brugge (1879-1883)  in de Sint-Jorisstraat 71; hij gebruikte hierbij de reiegevel van Gruuthuse als inspiratiebron voor de ingangstravee. Dit gebouw werd later omgedoopt tot een campus van Hogeschool West-Vlaanderen (Howest)
- de Minnewaterkliniek voor de Zusters van Liefde in Brugge (vanaf 1885)
- het postkantoor en het Provinciaal Hof op de Brugse Grote Markt (vanaf 1887)
- de obelisk op het graf van Frédéric Van de Kerkhove op het oud kerkhof van Sint-Kruis in Brugge

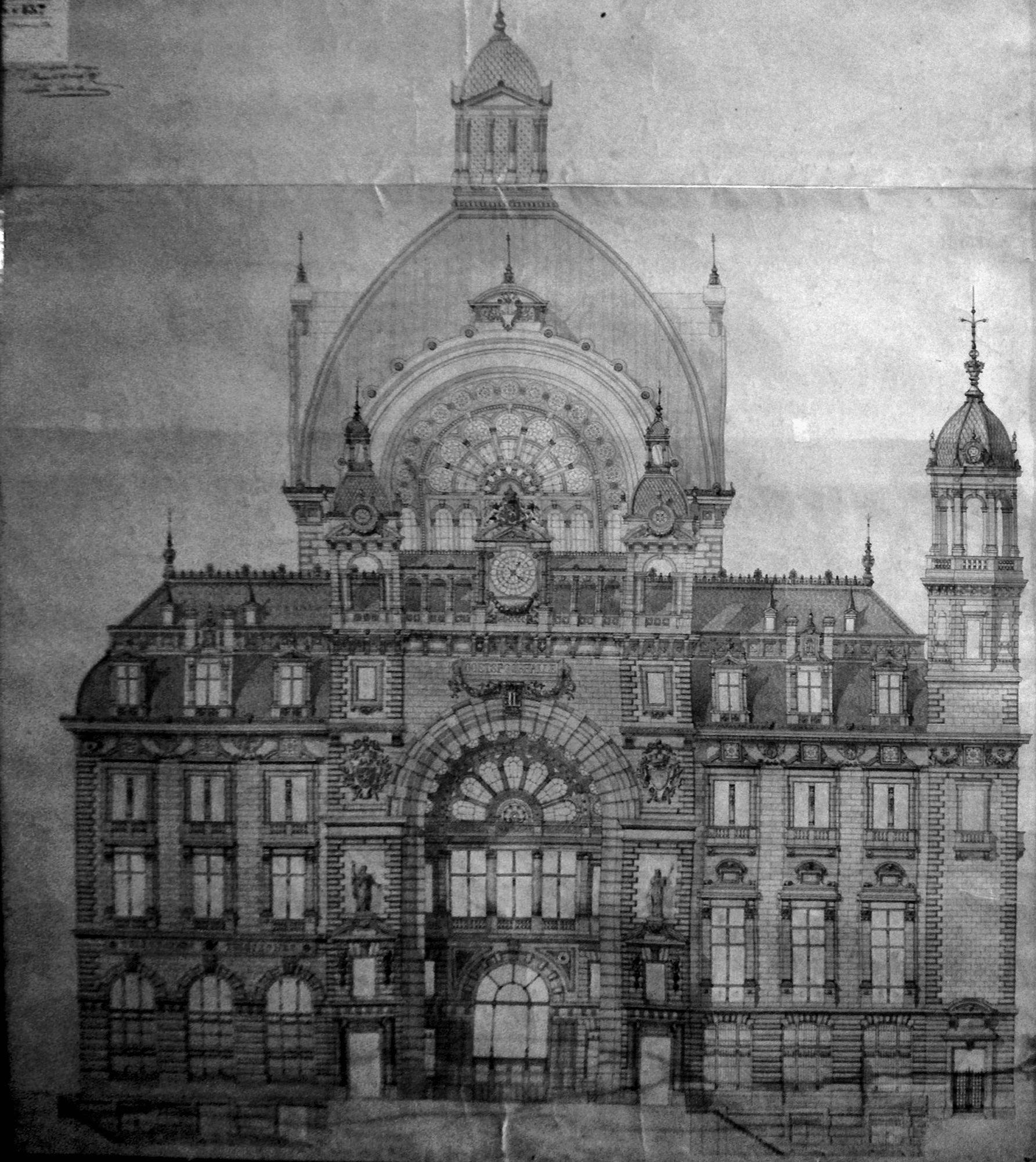
Ontwerp voor de voorgevel, kant Astridplein, van het Centraal Station van Antwerpen

- het Centraal Station van Antwerpen (1894-1898), gebouwd in eclectische stijl en met de stationshal in neobarok. Deze spoorwegkathedraal, hoogtepunt in de Belgische stationsarchitectuur, is al dikwijls gebruikt als decor in films. Dit station werd in 2009 verkozen door Newsweek als het op drie na mooiste station ter wereld.
- de Sint-Petrus-en-Pauluskerk (1901-1905) van Oostende, samen met het Antwerpse station een van zijn bekendste werken, een decanale kerk met de allure van een neogotische kathedraal.

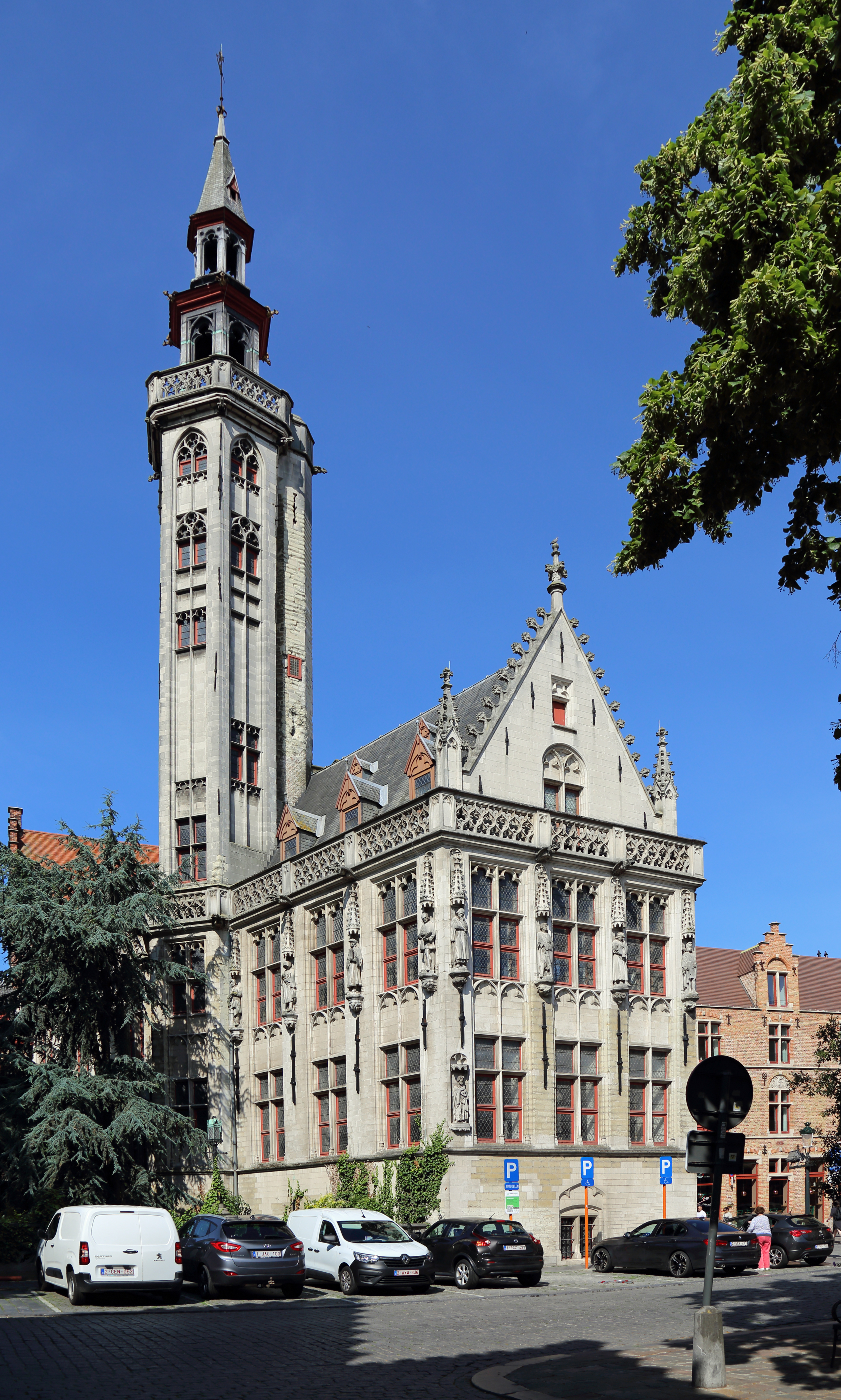
Poortersloge in Brugge
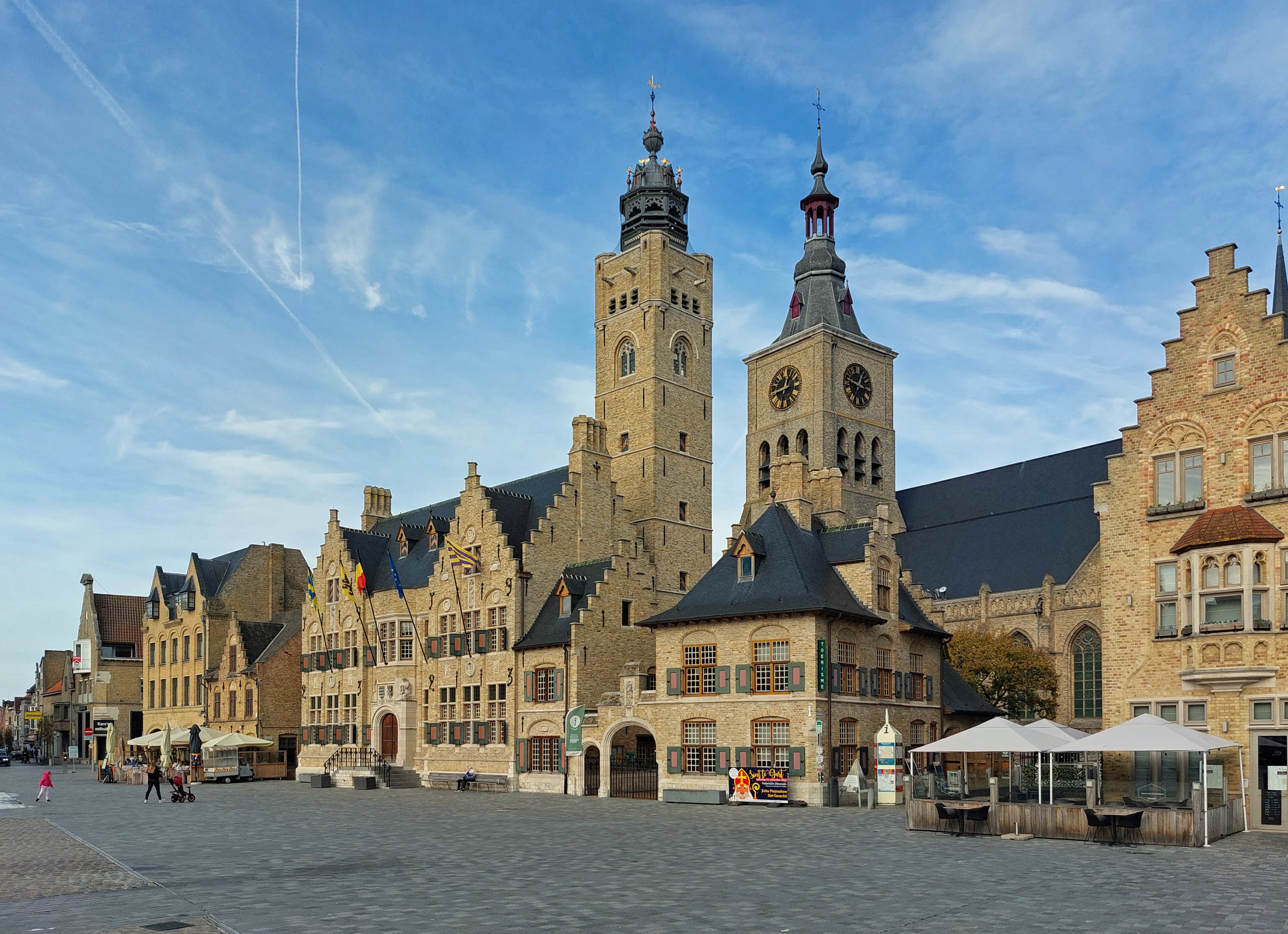
Stadhuis van Diksmuide
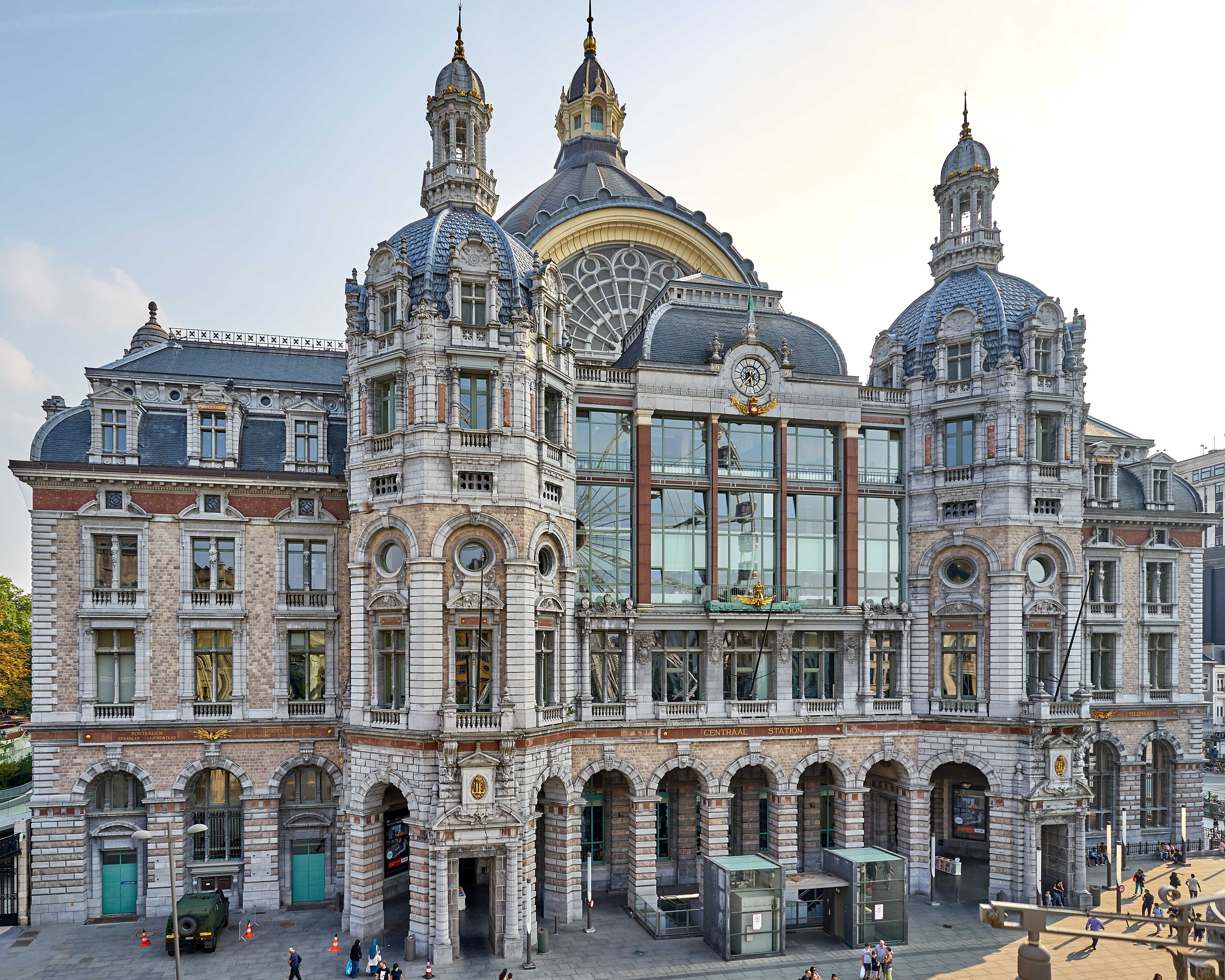
Centraal Station van Antwerpen
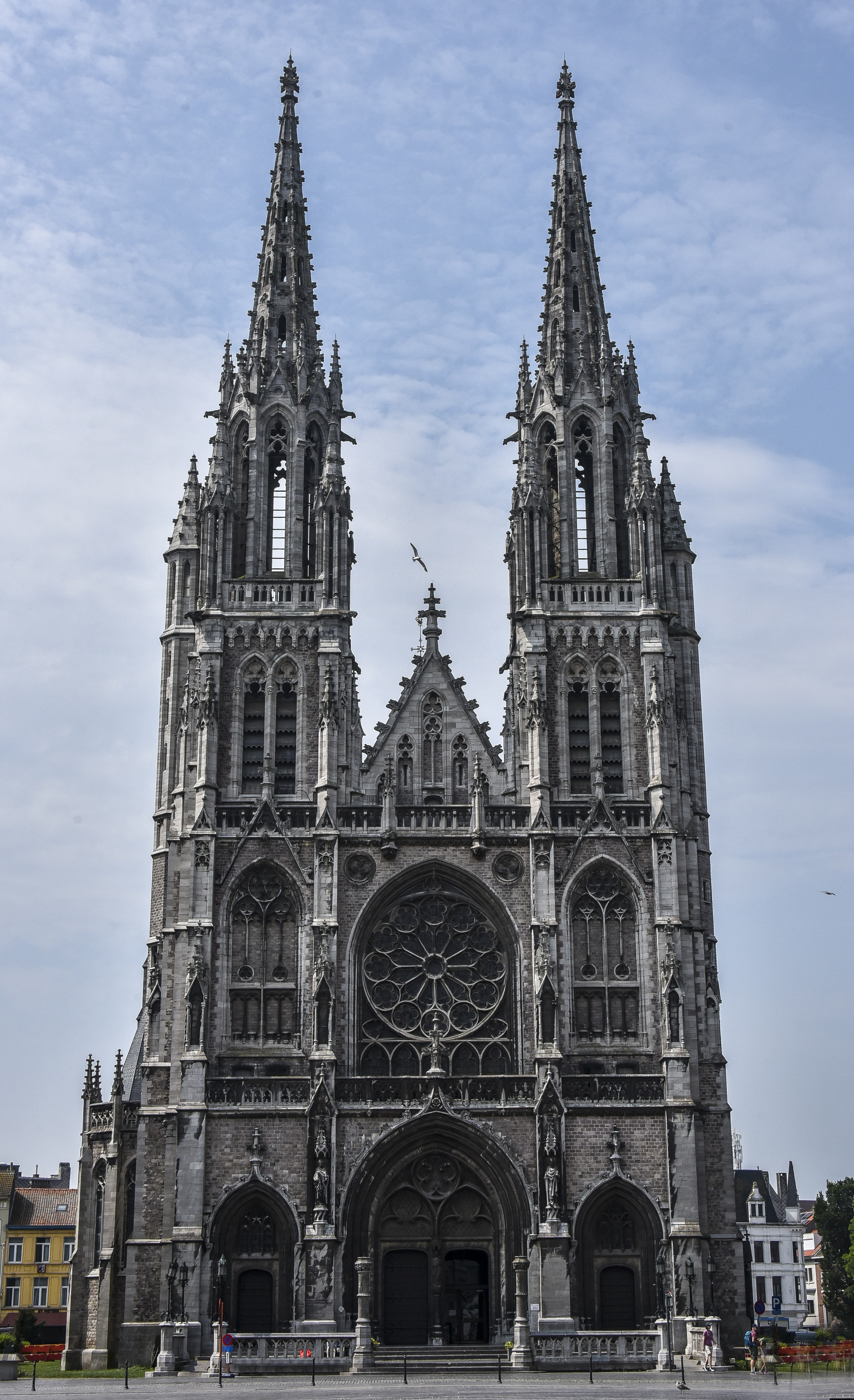
Sint-Petrus-en-Pauluskerk in Oostende

## Waardering

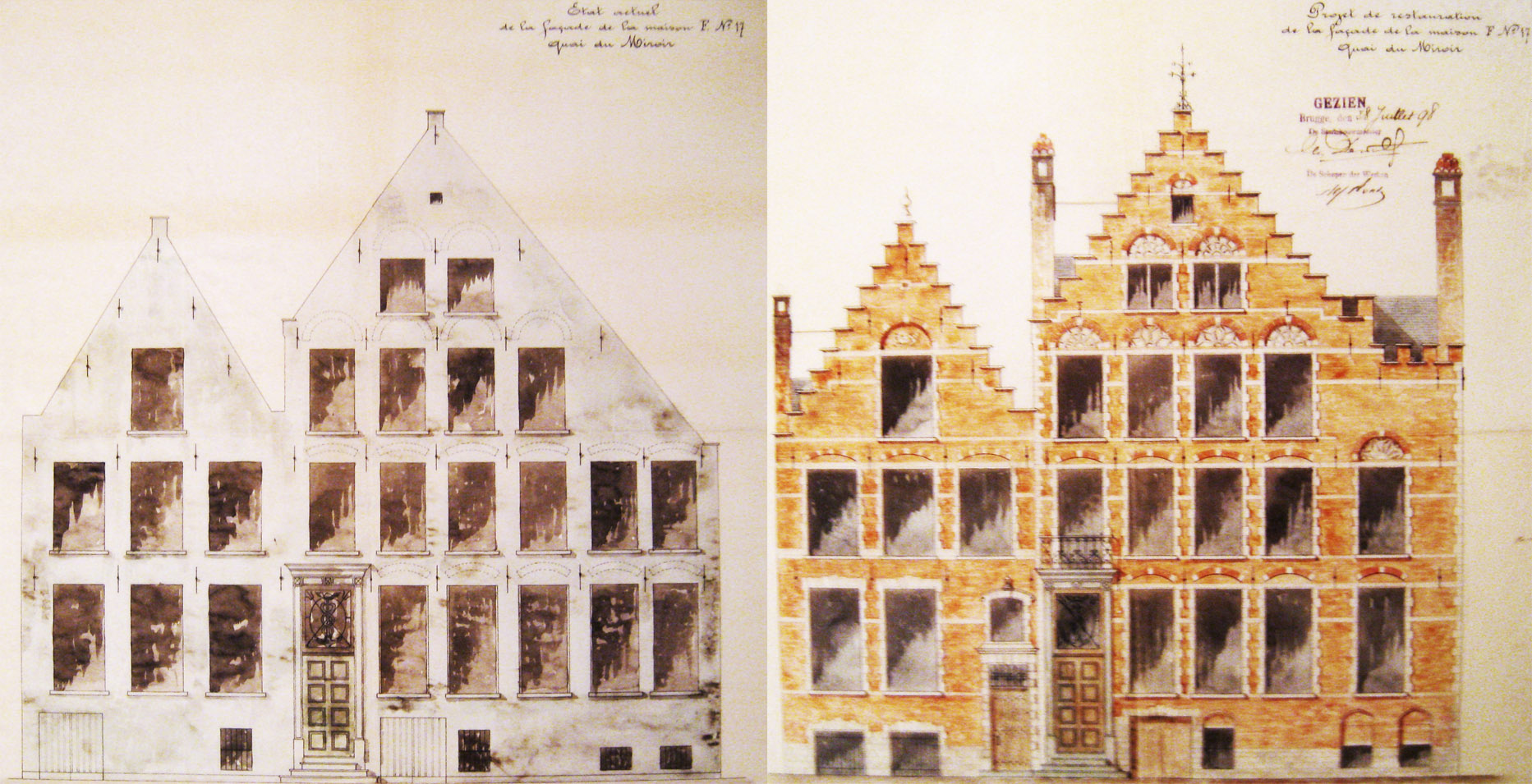
Uittreksel uit de bouwvergunning (1898) voor het huis aan de Spiegelrei 17-18, Brugge. Links staat de oorspronkelijke toestand van het huis; rechts staat het ontwerp van Delacenserie.

Als stadsarchitect heeft Delacenserie zijn stempel gedrukt op het stadsbeeld van Brugge. Hij had in Brugge enkele voorlopers die de neogotische bouwprincipes voorstonden, onder wie de architect en auteur Charles Verschelde (1842-1881), de architect en glazenier Jean Bethune (1821-1894) en in het bijzonder de Engelse kunsthistoricus James Weale, zonder te spreken van de invloeden in Brugge van de Franse school van Viollet-le-Duc en vooral van de Engelse school van A. W. Pugin, in Brugge vertegenwoordigd door Thomas Harper King.
Delacenserie zette zich in voor de restauratie van de oude gevels en huizen. Zijn voorkeur ging duidelijk uit naar de zuivere neogotiek, zodat het middeleeuws karakter van de stad behouden kon blijven. Hij had een grondige kennis van de middeleeuwse technieken, maar had een eigen benadering voor deze "Brugse" stijl. Een oud gebouw werd op historische wijze benaderd maar de stijlkundige verbetering was soms "middeleeuwser" dan het oorspronkelijk gebouw. Voor het eigenlijk geraamte gebruikte hij, bij nieuwbouw, eigentijdse technieken (zoals metaalconstructies in de Minnewaterkliniek).
Zijn werk werd in de loop van de tijd op verschillende wijze gewaardeerd. Sinds 1970 kwam hij opnieuw in de belangstelling. Nu beschouwt men hem als een stuwende kracht achter de wederopbloei van de Vlaamse architectuur in de 19e eeuw. Het Gruuthusemuseum in Brugge wijdde in 2009-2010 een overzichtstentoonstelling aan hem.